# 惡魔美眉救救我
《惡魔美眉救救我》是以四格漫畫形式創作的日本漫畫作品。於2003年7月號到2006年5月號之間在芳文社的《Manga Time Kirara》，同時於2003年12月號到2005年4月號之間於姐妹雜誌《Manga Time Kirara Carat》連載。

## 作品簡介
在教會被撿到的惡魔女孩露露，為了成為人類而在教會努力擔任修女。本作描寫露露和周遭人們愉快的日常生活。

## 登場人物
露露
為本作主角。九歲。嬰兒時被教會撿到的惡魔女孩，長大後在教會擔任修女。長著惡魔翅膀和尾巴，除此之外和人類差不多。留著粉紅色雙馬尾。能夠使用翅膀飛行。尾巴會表現出自己的心情。個性認真單純，瑪莉說出「窮到要大家一起出海捕魚賺錢」這種大謊話時也相信了。周圍人們的行為還比較像惡魔，身為惡魔的露露反而是最有常識的人。喜歡草莓與草莓做出來的食品，像是果醬、派等等。草莓糖果飛過去時能夠立刻飛起來接住（諾潞利用這點在迷路時找人）。不喜歡番茄汁。收集了很多入浴用小鴨玩偶。
思琪嘉
小時候就來到教會的修女。留著青綠色短髮。個性笨拙，常常跌到撞壞牆壁、地板等等，留短髮也是因為長髮無法處理。比別人更加努力，非常認真學習。容易累積壓力，曾因此胃痛和偏頭痛。恐怖超過忍耐極限與喝醉酒時會退化到幼兒程度。圖畫得很糟，明明是畫牛卻沒有人能夠認的出來。夢想在天空飛翔，和露露約定當他長大時要帶她在空中飛。
諾潞
小時候就來到教會的修女（和思琪嘉同期）。髮色為橘色（連載初期為茶色），留長髮，因為頭髮硬、容易散開而把頭髮捲起來。帶著眼鏡。個性大而化之，但另一方面而言也比其他修女容易接近。個性貪吃，常偷吃食物，曾把糖果藏在頭髮當中。只做自己中意的事，常翹掉教會的工作。常捉弄青梅竹馬思琪嘉。從以前開始就一直負責修理思琪嘉不小心弄壞的牆壁而擅長手工。得知瑪麗清純的過去時全身起了過敏反應。
席拉
領主千金。老家是教會的有力支持者，為了修行而來到教會。留著淡黃色長髮並綁髮帶。溺愛露露，會因為別人接近露露而感到忌妒（主要是克利姆），為了保護露露能夠變身為邪神。非常討厭蔥，但管家小雨常會強迫她吃。偷偷隨身攜帶武器，曾拿出不知道可以藏在哪裡的對戰車火箭砲。
瑪麗
代表教會的修女，也是撿到露露的人。留著栗子色長髮，並用白色頭巾包住頭。總是面帶笑容，給人溫柔的第一印象，實際上卻相當黑心。生氣時外表雖然沒有改變，卻會放出很強的氣勢。年齡相關話題為禁忌。其他修女認為他已經超過三十歲，但真實年齡為28歲。擅長投擲飛鏢，為了諾潞想偷吃食物時阻止她而練出這身功夫。原本個性清純，卻因為失戀的打擊而變成黑暗性格，喝醉時會回復到少女模式。隨身帶著一個蘋果，光用單手捏碎蘋果就能夠嚇走歹徒。
克利姆
教會中唯一的男性，擔任神父。公認的植物狂熱分子。第一話時有如主角一般的登場，但在女性為主的教會當中存在感薄弱，常被冷落在一旁。聽說瑪麗以前很清純的事實後驚訝的吐血昏倒。號稱為了預防萬一而隨身攜帶大量藥草粉末，裡面還包括毒藥。和修女們前往城市時所友人的錢包都被偷走，為了賺回去的錢，修女們在男裝酒吧「麗人Club」打工，神父則在女裝酒吧「Mr. Lady」打工，化名為克利倫，看起來是相當可愛的女孩子，連跟蹤狂支持者都出現了。為了成為標準的男性而喜好各種教學指南，被修女們發現後，被取了「指南大人」這個討厭的綽號。
小雨
席拉家的管家。和席拉是青梅竹馬，在席拉來到教會前由小雨負責指導。自從第一次登場後，奉席拉命令，常常送東西給教會。什麼事情都能夠完美達成的專業管家，卻缺乏美感。平時沉默寡言，使用腹語術時則會變得多話。借出去的東西，在需要的時候會叫別人加4倍奉還。借貸會被記錄在秘密手冊當中。擁有各種執照（約120種），就算辭掉管家也不會找不到工作。
有鬍鬚巧比其2世（簡稱巧比君）
小雨用腹語術說話的人偶。使用腹語的時候會變成另一個人格，說話口氣不是很好。高級絲綢所製，根據小雨所言，是光材料費就可以查封整間教會的超高級品。小雨吃了毒蘑菇而縮小成嬰兒大小把它當作帽子來戴。
奈奈
諾潞的青梅竹馬，眼鏡專家。顧客（諾潞）不管怎麼捧他都不會打折，為人非常有原則。和小雨一樣完全沒有美感。

## 出版書籍
| 冊數 | 芳文社         | 芳文社             | 尖端出版社    | 尖端出版社           |
| 冊數 | 發售日期       | ISBN               | 發售日期      | EAN                  |
| ---- | -------------- | ------------------ | ------------- | -------------------- |
| 1    | 2004年10月12日 | ISBN 4-8322-7518-6 | 2007年2月14日 | EAN 471-7702-20921-6 |
| 2    | 2005年7月12日  | ISBN 4-8322-7539-9 | 2007年3月21日 | EAN 471-7702-20987-2 |
| 3    | 2006年7月27日  | ISBN 4-8322-7586-0 | 2007年4月17日 | EAN 471-7702-20988-9 |

## 外部連結
- MS-WEB （页面存档备份，存于）（作者個人網站）（日語）